# هبوعيل شباب طمره
فريق هبوعيل شباب طمره هو فريق كرة القدم عربي يلعب بدوري فرق الدرجة الثالثة في الدوري الإسرائيلي لكرة القدم التابع للإتحاد العام لكرة القدم حيث لعب في السابق في الدرجة القطرية وهي ثالث أهم درجة في إسرائيل حتى موسم 2008/2009 .
تأسس الفريق عام 1965 ولعب دائما الدرجات الثلاث الاخيرة، في العقد الثامن للقرن العشرون لعب الفريق في الدرجة الأولى حتى موسم 1987/1988 حيث كان من أكثر المواسم اهمية في الرياضة المحلية، ففي هذا العام هبط فريق هبوعيل شباب طمره إلى الدرجة الثانية وبالمقابل صعد الفريق البلدي الخصم مكابي طمره إلى الدرجة القطرية (حتى هذا الوقت كانت الدرجة الثانية اهمية في إسرائيل).بعد عام هبط الفريق مرة أخرى إلى الدرجة الثالثة وهكذا هبط الفريق موسمين متتاليين وبعد عام صعد الفريق مرة أخرى للدرجة الثانية ولكنه هبط مرة أخرى في الموسم الذي يليه للدرجة الثالثة. في عام 1995 عاد الفريق إلى الدرجة الثانية بعد 4 اعوام ولكنه مرة أخرى هبط للدرجة الثالثة بعد موسمين 1997.
فقط عام 2003 , ستة سنوات بعد ان هبط للدرجة الثالثة، نجح الفريق في الصعود للدرجة الثانية. في عام 2005 عاد الفريق للدرجة الأولى بعد 17 عام من الغياب حيث قابل مرة أخرى فريقه الخصم مكابي طمره في ديربي طمراوي عام 2006 , موسم واحد بعد ان صعد للدرجة الأولى، حقق الفريق صعود تاريخي للدرجة القطرية ثالث أهم درجة في إسرائيل وفي العام ذاته هبط الفريق الخصم مكابي طمره لمستوى للدرجة الثانية، حصل العكس تماما قبل 18 سنة عندما صعد فريق مكابي طمره للدرجة القطرية وهبط فريق هبوعيل للدرجة الثانية، أصبح فريق هبوعيل شباب طمره الفريق المسيطر في طمره.
في أول موسم للفريق في الدرجة القطرية استطاع الفريق بالوصول لنصف نهائي كأس التوتو حيث غادر النصف نهائي بعد ان خسر بركلات الجزاء التريجيحية امام فريق هبوعيل رمات جان الذي فاز حينها بالكأس.
في عام 2009 هبط الفريق للدرجة الأولى بعد قرار الاتحاد العام بالغاء الدرجة القطرية وبعد عام هبط الفريق إلى الدرجة الثانية وذلك بسبب محاولة إدارة الفريق بالتلاعب بنتائج مبارايات لصالح الفريق.
في نهاية العام 2010 تم تفكيك الفريق نهائيا ثم عاد في موسم 2013/2014 تحت اسم نادي كرة القدم شباب طمره،  ليكون أول فريق عربي بملكية الجمهور. وليفوز بعد موسم واحد بكأس الدولة للدرجة الثالثة.